# Sakîne Cansiz
Sakîne Cansiz, anche nota come Sakine Cansız o col nome in codice Sara (pron. curda: [sɑːkiːnɛ dʒɑːnsɪz], turca: [saːciˈne dʒanˈsɯz]; provincia di Tunceli, 12 febbraio 1958 – Parigi, 9 gennaio 2013) è stata una politica e attivista curda con cittadinanza turca di fede alevita, co-fondatrice del Partito dei Lavoratori del Kurdistan (PKK). È stata assassinata a Parigi nel 2013 insieme alle attiviste curde Fidan Doğan e Leyla Söylemez.

## Biografia
Cansız nacque nel 1958 a Tunceli, da una famiglia curda alevita. Aveva sette fratelli ed era la figlia maggiore. Frequentò le scuole primarie e secondarie a Tunceli. Al liceo, fu influenzata dal suo insegnante Yusuf Kenan Deniz, che presentò la sua classe alla Dev-Genç, la Federazione della Gioventù Rivoluzionaria della Turchia. Iniziò a sentire parlare di Denis Gezmis alla radio e vide i poster di lui raffigurato come un eroe. Altri manifesti furono più critici. Cansız e le sue amiche hanno tolsero i manifesti con raffigurazioni in negativo. Alle scuole medie sperimentò per la prima volta il dissenso e ha imparò a essere discreta. Nel 1969, suo padre emigrò in Germania.
Nel 1973, lei e suo fratello maggiore raggiunsero il padre a Berlino. Dopo 11 mesi tornò a Tunceli, dove studiò al ginnasio e si fidanzò con un ingegnere. Iniziò a prendere parte ad attività rivoluzionarie, che non erano approvate dalla famiglia del suo fidanzato. Comunque si sposò col fidanzato che aveva il cognome Polat: il matrimonio finì con un divorzio.  Fuggì ad Ankara dove incontrò per la prima volta Abdullah Öcalan, con il quale avrebbe lavorato a stretto contatto.  In un'intervista, disse di quel periodo: "In un certo senso ho abbandonato la famiglia. Non ho accettato quella pressione, insistendo sul rivoluzionarismo. È così che sono partita e sono andato ad Ankara. In segreto, naturalmente".

## Fondazione del PKK
Nel novembre 1978, all'età di 20 anni, fondò, insieme a Öcalan e altri 22 partecipanti, il PKK a Lice, nel sud della Turchia, dove rappresentò Elâzığ, il centro amministrativo della provincia di Elâzığ. Cansız e all'epoca la moglie di Öcalan, Kesire Yıldırım, furono le uniche donne che parteciparono a quell'incontro.  Nel 1979, subito dopo essersi diplomata al liceo, Sakine Cansiz fu arrestata (secondo The Guardian l'arresto avvenne dopo il colpo di Stato turco del 1980) e condannata a 24 anni di carcere per aver aperto una sezione del Partito dei Lavoratori del Kurdistan a Elazig. In tribunale, non fornì alcuna informazione sull'organizzazione e adottò una difesa politica, il cui testo raggiunse le 300 pagine.  Fu anche la prima donna del PKK a scegliere la strategia della difesa politica in tribunale. La sua condanna fu poi aumentata a 76 anni dopo aver parlato in curdo in tribunale. Nel 1982 riuscì a fuggire da sola dalla prigione di Malatya, ma fu ricatturata pochi giorni dopo. Fu poi mandata nella prigione centrale di Diyarbakır, nota per i metodi di tortura particolarmente spietati che vi venivano applicati: tra il 1981 e il 1989 vi morirono 34 detenuti. Lì fu torturata. Il trattamento che ricevettero in prigione fu una delle ragioni principali della radicalizzazione delle organizzazioni e dell'aumento della lotta armata contro i turchi iniziata nel 1984. Anche suo fratello, Metin Cansiz, finì  in prigione a Diyarbakir.

### Dodici anni in carcere
Trascorse dodici anni in prigione. Dopo il suo rilascio nel 1991, Cansiz prese parte alla lotta armata del PKK. Da quel momento in poi, il suo nome in codice fu "Sara".
Rimase nei campi del PKK nella valle della Beqaa in Libano e poi nel nord dell'Iraq, dove combatté sotto il comando di Osman Öcalan. Oltre a combattere, organizzò e guidò le squadre femminili del PKK.  Nell'organizzazione ebbe una relazione con Mehmet Şener, anche lui del PKK. Ma la cosa non fu vista bene e lei cadde inizialmente in disgrazia: all'interno dell'organizzazione, infatti, le relazioni amorose erano proibite; inoltre il suo partner era stato dichiarato "traditore" a causa della sua opposizione ad Abdullah Öcalan. Il PKK organizzò l'esecuzione del suo amante nel 1991. Nella sua autobiografia, Cansız scrisse: "Alla conferenza, è stato deciso di punire Şener. Prima o poi, avrebbe pagato per il suo tradimento. Non diceva più nulla se continuava a esistere fisicamente".

### In Europa
Dopo essersi opposta all'esecuzione di Şener, fu mandata in Europa  per essere responsabile della filiale europea del PKK, prima in Germania e poi in Francia, per occuparsi degli affari civili del gruppo. Nel 1998 la Francia le concesse asilo dopo che Cansiz non si era mostrata d'accordo con alcune figure di alto livello del PKK. Nel 2007, le autorità americane la identificarono come uno dei principali raccoglitori di fondi del PKK in Europa e ne chiesero l'arresto. Fu allora arrestata ad Amburgo nel marzo 2007 su richiesta della Turchia, ma rilasciata dopo le proteste dell'aprile 2007 che si opponevano alla sua detenzione e dopo che il tribunale di Amburgo concluse che non c'erano prove sufficienti.

## L'assassinio

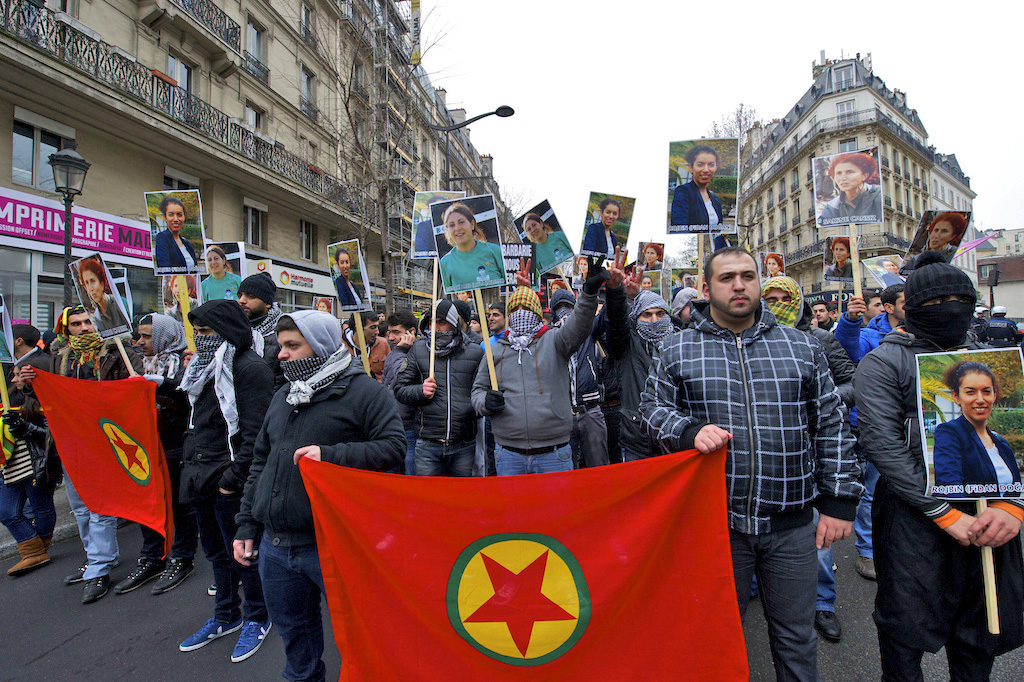
Manifestazione del gennaio 2013 a Parigi per chiedere giustizia per il triplice omicidio degli attivisti curdi Sakine Cansiz, Fidan Doğan e Leyla Söylemez

Fu uccisa a Parigi nei locali del Centro di Informazione del Kurdistan, al 147 di rue La Fayette, nel 10° arrondissement, nella notte tra il 9 e il 10 gennaio 2013 insieme ad altre due attiviste curde, Fidan Doğan e Leyla Söylemez. Fin dall'inizio, secondo il sistema giudiziario francese, i sospetti caddero sui servizi segreti turchi, il "Millî İstihbarat Teşkilat" (MİT).  Il presunto assassino, Omer Güney, era un turco di 34 anni, che aveva lavorato come addetto alla manutenzione all'aeroporto di Parigi-Charles-de-Gaulle. Soprattutto, era l'autista e il tuttofare delle tre vittime. Durante le indagini, gli esperti lo definirono un "familiare" e un "professionista". Un rapporto di LFI mostrò che dopo l'assassinio era stata una delle prime persone a correre ai piedi dell'edificio.
Pochi mesi dopo questi omicidi, una registrazione audio di una conversazione tra Ömer Güney e agenti dei servizi segreti turchi (MIT), così come delle note, furono pubblicate online in forma anonima. Omer Güney aveva anche le foto di centinaia di attivisti curdi nel suo telefono.
Il giudice Jeanne Duyé fu responsabile delle indagini. Nel settembre 2013, il computer del magistrato venne rubato dalla sua casa durante uno strano furto con scasso. Inoltre, un piano di fuga di Omer Güney fu sventato. Quest'ultimo, incarcerato dal 21 gennaio 2013 nei pressi di Parigi, avrebbe avuto intenzione di fuggire "con l'aiuto di un membro del MIT". Il magistrato, al di là del possibile coinvolgimento dei servizi segreti turchi, non riuscì a stabilire chi fossero gli istigatori, né se avessero agito "con l'approvazione dei loro superiori" o "all'insaputa del loro servizio al fine di screditarlo o di danneggiare il processo di pace" iniziato all'epoca tra Ankara e il PKK.
Il 13 dicembre 2016, Ömer Güney fu portato d'urgenza dal carcere di Fresnes all'ospedale Salpêtrière. Soffriva da molto tempo di cancro al cervello ed era stato infettato dalla legionella. Morì di polmonite il 17 dicembre, cinque settimane prima dell'inizio del suo processo.

### Funerale

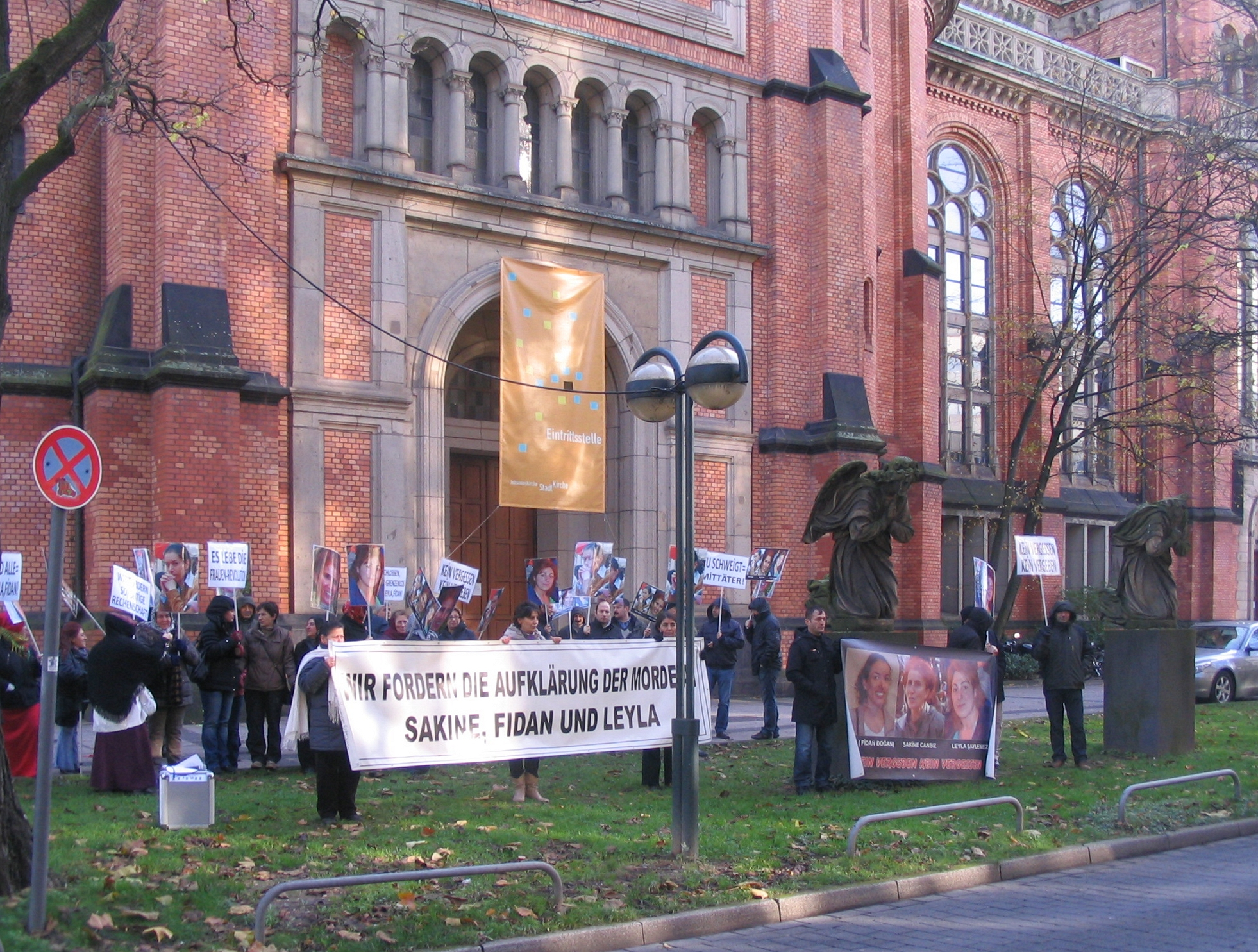
Dimostrazione di protesta il 20 novembre 2013 a Düsseldorf

Il corpo di Cansız, insieme a quelli delle altre due donne assassinate, fu portato da Parigi a Istanbul il 16 gennaio 2013 e trasferito a Diyarbakır. Il 17 gennaio 2013 si tenne a Diyarbakır una cerimonia funebre per le tre donne uccise con la partecipazione di decine di migliaia di curdi. Ognuna di loro fu sepolta nella sua città natale: Cansız a Tunceli, Doğan a Kahramanmaraş e Söylemez a Mersin.

### Reazioni
Sia la Turchia che la Francia condannarono l'uccisione delle tre donne. Il primo ministro turco Recep Tayyip Erdoğan suggerì che gli omicidi erano stati compiuti per due possibili ragioni: 1) far deragliare i negoziati in corso o 2) effettuare un'esecuzione interna al PKK. Il vice primo ministro turco e portavoce del governo, Bülent Arınç, condannò l'attacco ed espresse le sue condoglianze.